# Bologna (metropolitane stad)

De  Città Metropolitana di Bologna (Italiaans voor "metropolitane stad Bologna") is een Italiaanse bestuurslaag die bestaat uit de stad Bologna en 54 omliggende gemeenten. De metropolitane stad is op 1 januari 2015 bij de hervorming van de lokale overheidsorganen in de plaats gekomen van de vroegere provincie Bologna. Aan het eind van 2014 heeft de Metropolitane Raad zijn nieuwe statuut vastgesteld. Bologna is een van de negen entiteiten  van de Italiaanse regio Emilia-Romagna.
De metropolitane stad Bologna beslaat het overgangsgebied tussen de streken Emilia en Romagna, en telt ruim een miljoen inwoners op een oppervlakte van 3703 km². Naast de hoofdstad geniet vooral de plaats Imola bekendheid. De afkorting van de metropolitane stad Bologna, tot 1999 ook gebruikt voor autokentekens, is BO.
|  |